# WWE Studios
WWE Studios är ett Los Angeles-baserat dotterbolag till WWE, Inc., som inrättades 2002 som WWE Films (man bytte namn 2008).